# Durobrivae

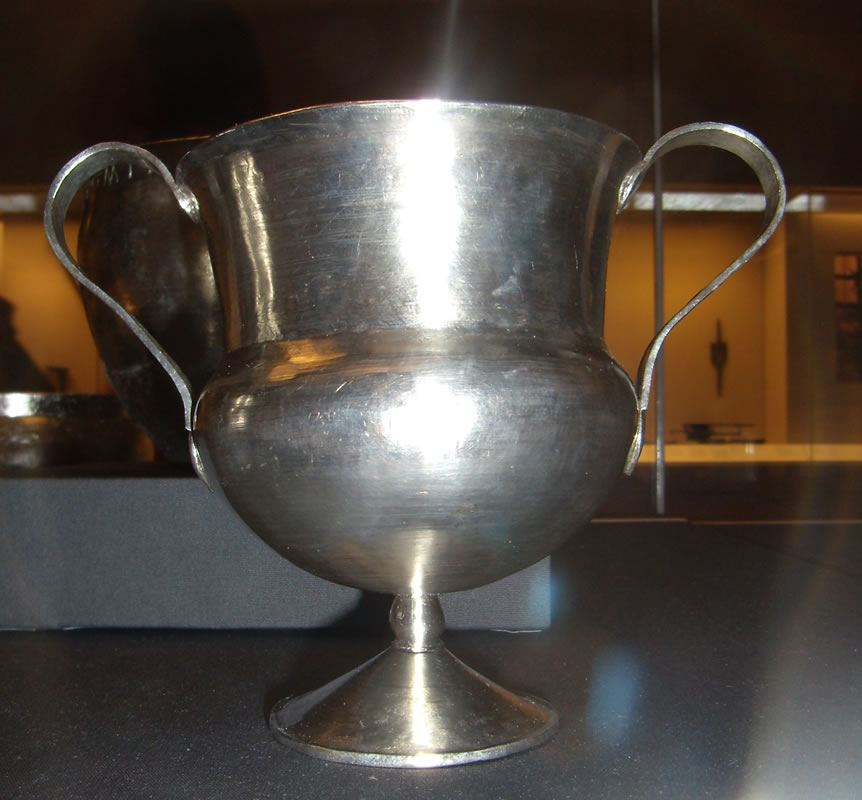
Silberbecher aus dem Water-Newton Schatz

Durobrivae war eine römische Stadt in Britannien, deren Reste sich östlich des heutigen Ortes Water Newton bei der Stadt Peterborough, Cambridgeshire, befinden. Durobrivae lag an der Nene und an der Ermine Street, einer der wichtigsten römischen Straßen Britanniens, somit am Kreuzungspunkt zweier wichtiger Verkehrswege. Die Stadt war vom ersten bis vierten Jahrhundert n. Chr. bewohnt, wurde danach aber vollkommen aufgegeben. Es gibt nur wenige Reste aus der Zeit der Angelsachsen. Da die Stadt nie wieder bebaut wurde, ist der Ort und dessen Anlage durch Grabungen, die schon um 1820 begannen, und durch Luftphotographien relativ gut bekannt.
Durobrivae war ummauert, wobei das eingeschlossene Gebiet etwa 18 Hektar umfasste. Die Stadtmauer besaß mindestens drei Tore. Es gab aber umfangreiche Vorstädte, so dass sich die Stadt einst ca. 2 km in die Länge zog. Das ummauerte Gebiet zeigt keinen regelmäßigen Stadtplan. Es gibt viele kleine Wohnbauten, aber auch zwei größere mit einem Innenhof, wobei die Funktion dieser Gebäude unbekannt ist. Einer dieser Bauten lag neben einem Tempelbezirk. Es fanden sich Belege für Töpferei und Eisenverarbeitung. Außerhalb der Stadt stand auch ein Militärlager, das bisher aber nur auf Luftaufnahmen lokalisiert werden konnte und dessen Datierung deshalb unbekannt ist.
Der Name der Stadt erscheint im Itinerarium Antonini, beim Geograph von Ravenna und auf Ziegelstempeln, die sich vor Ort fanden und somit die Identifizierung bestätigen.
Der Status der Stadt ist unsicher; auf den Ziegeln wird sie auch als Vicus bezeichnet, weshalb vermutet wurde, dass der Ort sich als Siedlung neben dem Militärlager entwickelte. Allerdings ist nicht sicher, ob die Bezeichnung Vicus sich auf die ganze Stadt oder auf einen Teil von ihr bezog. Bei der Stadt fand man im Jahr 1785 einen Meilenstein, der eine Meile vermerkt. Generell wird davon ausgegangen, dass sich Meilensteine immer auf die Hauptstadt einer Civitas bezogen, Durobrivae im dritten Jahrhundert also der Hauptort einer Civitas war.
In der Stadt wurde der Water-Newton-Schatz gefunden, Silberobjekte aus dem 4. Jahrhundert, die vielleicht Teil eines Kircheninventars waren.